# Lay Lady Lay
«Lay Lady Lay» (иногда пишется «Lay, Lady, Lay») — песня американского певца и музыканта Боба Дилана с его альбома 1969 года Nashville Skyline. Позднее в том же году была издана отдельным синглом.
Изначально предназначалась для кинофильма «Полуночный ковбой», но не была предоставлена вовремя и в фильм не вошла.
Песня достигла 7-го места в США (в чарте Billboard Hot 100) и 5-го места в Великобритании (в чарте UK Singles Chart).
С течением времени композиция обрела статус музыкального стандарта и на протяжении многих лет исполнялась многочисленными группами и исполнителями.